# Goiana
Goiana este un oraș în Pernambuco (PE), Brazilia.